# Welcome to the Universe Tour
Tournées par Thirty Seconds to Mars
Forever Night, Never Day
(2006) A Beautiful Lie World Tour
(2007)
Welcome to the Universe Tour (ou Welcome to the Universe MTV $2 Bill Tour) est le nom de la seconde tournée du groupe américain Thirty Seconds to Mars. La tournée a débuté le 17 octobre 2006, à Minneapolis, et s'est terminée le 29 novembre 2006 à Toronto. Elle s'est déroulée aux États-Unis et au Canada.

## Supporter
Les special guests ou supporters qu'ils ont ouvert les concerts du tour, sont très nombreux et, au-delà aux groupes affirmés, participèrent aussi band provenant des Street Drum Corps. Les supporters se succédaient dans les différentes dates:
- Head Automatica
- Kill Hannah
- The Receiving End of Sirens
- The Pink Spiders
- Cobra Starship
- Rock Kills Kid
- Street Drum Corps

## Date de la tournée
| 17 octobre 2006  | Minneapolis        | États-Unis | The Myth                 |             |
| 18 octobre 2006  | Milwaukee          | États-Unis | Eagles Ballroom          |             |
| 20 octobre 2006  | Chicago            | États-Unis | Congress Theatre         |             |
| 21 octobre 2006  | Indianapolis       | États-Unis | Egyptian Room            |             |
| 22 octobre 2006  | Détroit            | États-Unis | State Theater            |             |
| 24 octobre 2006  | Columbus           | États-Unis | Promo West Pavilion      |             |
| 27 octobre 2006  | New York           | États-Unis | Roseland Ballroom        |             |
| 28 octobre 2006  | Boston             | États-Unis | Avalon Theatre           |             |
| 29 octobre 2006  | Providence         | États-Unis | Lupo's                   |             |
| 30 octobre 2006  | Toms River         | États-Unis | Ritacco Center           |             |
| 31 octobre 2006  | Philadelphie       | États-Unis | Electric Factory         | Blood Ball  |
| 2 novembre 2006  | Atlanta            | États-Unis | Tabernacle               | Black Night |
| 3 novembre 2006  | North Myrtle Beach | États-Unis | House of Blues           |             |
| 4 novembre 2006  | Orlando            | États-Unis | Hard Rock Cafe           | White Night |
| 6 novembre 2006  | Fort Lauderdale    | États-Unis | Revolution               | Blood Ball  |
| 7 novembre 2006  | St. Petersburg     | États-Unis | Jannus Landing           |             |
| 8 novembre 2006  | Houston            | États-Unis | Verizon Wireless Theatre | Blood Ball  |
| 10 novembre 2006 | San Antonio        | États-Unis | Sunset Station           |             |
| 11 novembre 2006 | Fort Worth         | États-Unis | Ridlea Theater           | White Night |
| 15 novembre 2006 | Denver             | États-Unis | Fillmore Theater         | Blood Ball  |
| 16 novembre 2006 | Salt Lake City     | États-Unis | Salt Air                 |             |
| 18 novembre 2006 | Portland           | États-Unis | Roseland Theater         | Black Night |
| 19 novembre 2006 | Seattle            | États-Unis | The Premier              | Black Night |
| 20 novembre 2006 | Vancouver          | Canada     | Croatian Cultural Centre |             |
| 22 novembre 2006 | San Francisco      | États-Unis | Warfield Theatre         |             |
| 24 novembre 2006 | San Diego          | États-Unis | SOMA                     |             |
| 25 novembre 2006 | Los Angeles        | États-Unis | Wiltern LG               |             |
| 27 novembre 2006 | Montréal           | Canada     | Le National              |             |
| 29 novembre 2006 | Toronto            | Canada     | Kool Haus                | White Night |

## Line up
- Jared Leto — chanteur, guitariste
- Shannon Leto — batteur
- Tomo Miličević — guitariste
- Matt Wachter — bassiste